# 薄皮蛇鰻
薄皮蛇鰻，為輻鰭魚綱鰻鱺目糯鰻亞目蛇鰻科的其中一種，分布於中東太平洋區，從墨西哥至哥倫比亞海域，棲息深度可達8公尺，體長可達23.1公分，棲息在沙底質海域，為底棲性魚類，屬肉食性，生活習性不明。

## 擴展閱讀
維基物種上的相關：薄皮蛇鰻